# Liga dos Campeões da CAF de 1983
A Copa Africana dos Campeões de 1983 foi a 19ª edição da competição mais importante de clubes da África. Asante Kotoko de Kumasi na Gana foi coroado campeão após vencer o Al Ahly do Egito na final.

## Clubes classificadas
| Associação                | Equipe              | Classificação                            |
| ------------------------- | ------------------- | ---------------------------------------- |
| Angola                    | Petro atletico      | campeão -Girabola de 1982                |
| Argélia                   | JS Kabylie          | campeão -Campeonato Argelino de 1982     |
| Benim                     | Dragons de l'Ouémé  |                                          |
| Botswana                  | Township Rollers    |                                          |
| Burundi                   | Maniema             |                                          |
| Camarões                  | Canon               | campeão -Campeonato Camaronês de 1982    |
| Costa do Marfim           | Africa Sports       | campeão -Campeonato Marfnense de 1982    |
| Egito                     | Al-Ahly             | campeão -Egyptian Premier League de 1982 |
| Gabão                     | 105 Libreville      | campeão -Campeonato Gabonês de 1982      |
| Gâmbia                    | Ports Authority     |                                          |
| Gana                      | Asante Kotoko       | campeão -Campeonato Ganês de 1982        |
| Guiné                     | Hafia               |                                          |
| Guiné-Bissau              | Benfica             |                                          |
| Guiné Equatorial          | Dragons             |                                          |
| Lesoto                    | Matlama             |                                          |
| Líbia                     | Al Ahly Tripoli     |                                          |
| Mauritânia                | ASC Police          |                                          |
| Madagáscar                | Dinamo Fima         |                                          |
| Mali                      | Djoliba             |                                          |
| Marrocos                  | Kénitra             | campeão -Botola de 1982                  |
| Moçambique                | Ferroviário Maputo  |                                          |
| Nigéria                   | Enugu Rangers       | campeão -Campeonato Nigeriano de 1982    |
| Quênia                    | Léopards            |                                          |
| República do Congo        | Brazzaville         |                                          |
| RD Congo                  | Dragons             |                                          |
| República Centro-Africana | Olympic Real        |                                          |
| Serra Leoa                | Kallon              |                                          |
| Senegal                   | Diaraf              |                                          |
| Somália                   | Wagad               |                                          |
| Essuatíni                 | Mbabane Highlanders |                                          |
| Sudão                     | Al Merrikh          |                                          |
| Tanzânia                  | Pan Africano        |                                          |
| Togo                      | Semassi             |                                          |
| Uganda                    | Villa               |                                          |
| Zâmbia                    | Nkana               |                                          |
| Zimbabwe                  | Dynamos             |                                          |

## Rodada preliminar
| Equipe 1            | Total | Equipe 2         | 1.º jogo | 2.º jogo |
| ------------------- | ----- | ---------------- | -------- | -------- |
| ASC Diaraf          | 6-0   | Ports Authority  | 4-0      | 2-0      |
| Maniema             | 2-2   | Olympic Real     | 2-1      | 0-1      |
| ASC Police          | 1-4   | Kallon           | 1-3      | 0-1      |
| Mbabane Highlanders | 3-1   | Township Rollers | 2-1      | 1-0      |

## Primeira Rodada
| Equipe 1          | Total       | Equipe 2            | 1.º jogo | 2.º jogo |
| ----------------- | ----------- | ------------------- | -------- | -------- |
| Al-Ahly           | 1-0         | Al-Merrikh          | 1-0      | 0-0      |
| Al-Ahly (Tripoli) | 0-3         | JS Kabylie          | 0-1      | 0-2      |
| Africa Sports     | 0-0 (0-3 p) | Diaraf              | 0-0      | 0-0      |
| Djoliba           | 0-1         | Hafia               | 0-0      | 0-1      |
| Enugu Rangers     | 0-2         | Kallon              | 0-1      | 0-1      |
| 105 Libreville    | 1-4         | Asante Kotoko       | 1-2      | 0-2      |
| Dragons           | 8-5         | Semassi             | 5-1      | 3-4      |
| Brazzaville       | 8-1         | Dragons             | 6-1      | 2-0      |
| Canon             | 2-1         | Dragons             | 2-0      | 0-1      |
| Dynamos           | 5-4         | Léopards            | 5-1      | 0-3      |
| Nkana             | 3-2         | Mbabane Highlanders | 2-2      | 1-0      |
| Petro Atlético    | 6-3         | Olympic Real        | 3-1      | 3-2      |
| Villa             | 5-3         | Dinamo Fima         | 4-2      | 1-1      |
| Kenitra           | w/o1        | Benfica             | w/o      |          |
| Matlama           | 2-5         | Ferroviário Maputo  | 1-2      | 1-3      |
| Wagad             | 1-2         | Pan African         | 1-2      | 0-0      |

1Benfica saiu.

## Oitavas-Finais
| Equipe 1           | Total       | Equipe 2      | 1.º jogo | 2.º jogo |
| ------------------ | ----------- | ------------- | -------- | -------- |
| Al-Ahly            | 6-2         | Dynamos       | 4-1      | 2-1      |
| JS Kabylie         | 0-1         | Diaraf        | 0-1      | 0-0      |
| Brazzaville        | 3-4         | Asante Kotoko | 3-2      | 0-2      |
| Dragons            | 2-1         | Kallon        | 1-0      | 1-1      |
| Nkana              | 0-0 (4-2 p) | Pan Africans  | 0-0      | 0-0      |
| Petro Atlético     | 3-4         | Canon         | 0-0      | 3-4      |
| Kenitra            | 4-0         | Hafia         | 4-0      | 0-0      |
| Ferroviário Maputo | 1-5         | Villa         | 1-2      | 0-3      |

## Quartas de Final
| Equipe 1      | Total | Equipe 2 | 1.º jogo | 2.º jogo |
| ------------- | ----- | -------- | -------- | -------- |
| Al-Ahly       | 5-1   | Canon    | 5-0      | 0-1      |
| Kenitra       | 2-3   | Diaraf   | 1-1      | 1-2      |
| Asante Kotoko | 3-2   | Dragons  | 3-0      | 0-2      |
| Nkana         | 5-2   | Villa    | 4-0      | 1-2      |

## Semifinais
| Equipe 1 | Total | Equipe 2      | 1.º jogo | 2.º jogo |
| -------- | ----- | ------------- | -------- | -------- |
| Diaraf   | 2-3   | Asante Kotoko | 2-1      | 0-2      |
| Nkana    | 0-2   | Al-Ahly       | 0-0      | 0-2      |

## Finais
| 27 de novembro de 1983 | Al Ahly | 0 – 0 | Asante Kotoko | Estádio Internacional do Cairo, Cairo       |
|                        |         |       |               | Público: 90 000 Árbitro: Edwin Picon-Ackong |

| 11 de dezembro de 1983 | Asante Kotoko        | 1 – 0 | Al Ahly | Estádio Esportivo Kumasi, Kumasi        |
|                        | Samuel Opoku Nti 16' |       |         | Público: 50 000 Árbitro: Mohamed Hansal |

## Campeão
| Liga dos Campeões da CAF 1983 Campeão |
| ------------------------------------- |
| Gana                                  |
| Asante Kotoko 2° Titúlo               |

1. ↑  «tabela». Consultado em 23 de janeiro de 2020